# Querido Verlag
La Querido Verlag è stata una casa editrice privata di testi in lingua tedesca, fondata nel 1933 ad Amsterdam dall'editore olandese Emanuel Querido e dal direttore editoriale tedesco emigrato nei Paesi Bassi Fritz Landshoff; la casa editrice era specializzata nella pubblicazione di testi letterari di autori di lingua tedesca sgraditi alla Germania nazista.

## Storia

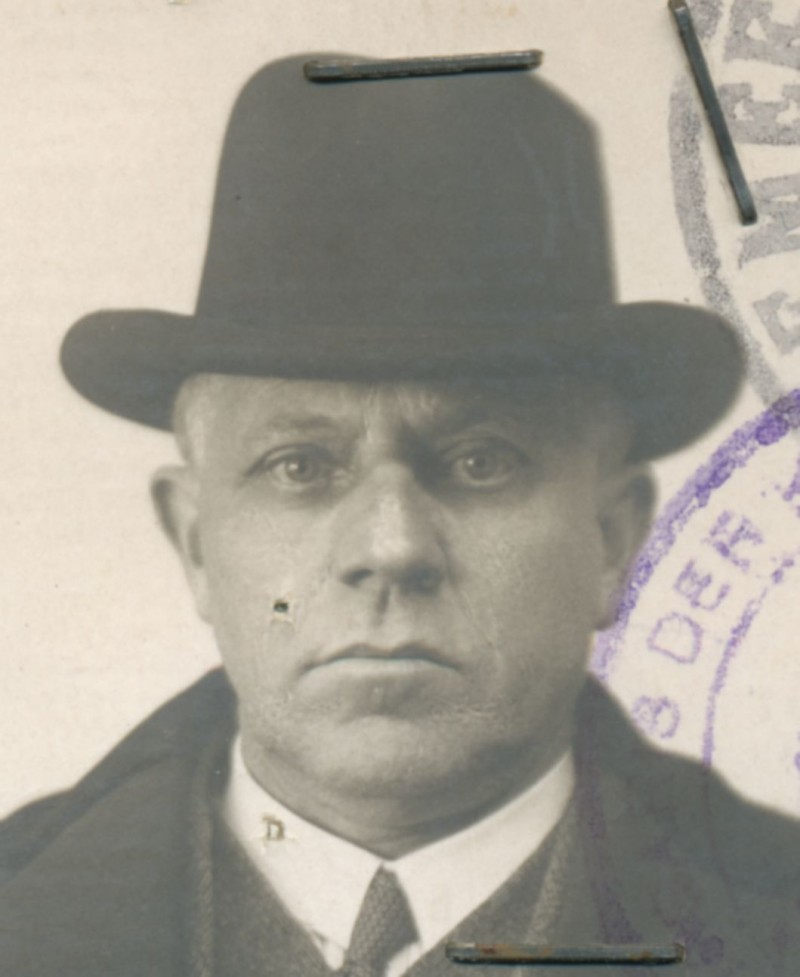
Emanuel Querido

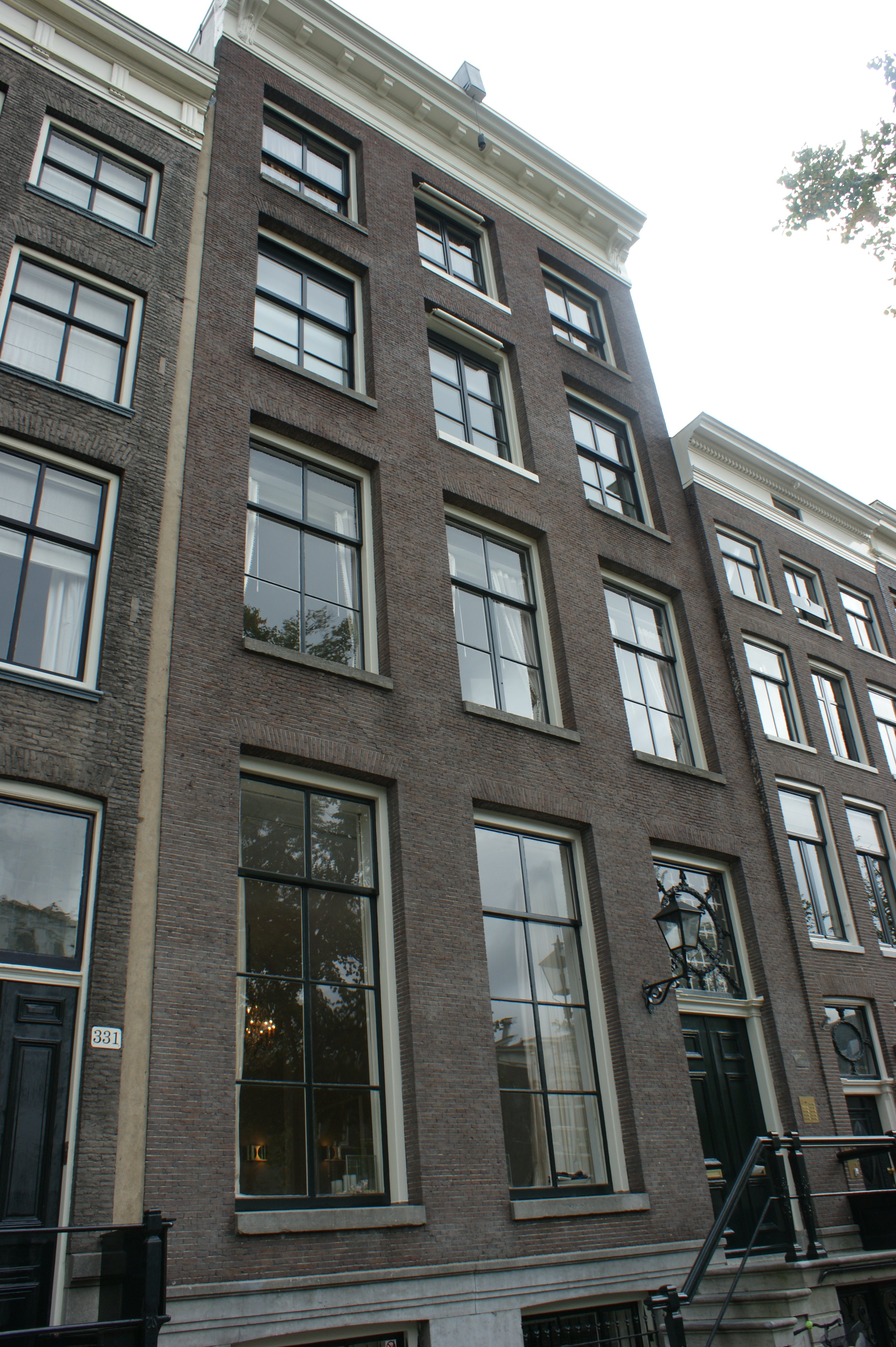
Sede della "Querido Uitgevers" in Amsterdam, Keizersgracht n. 333

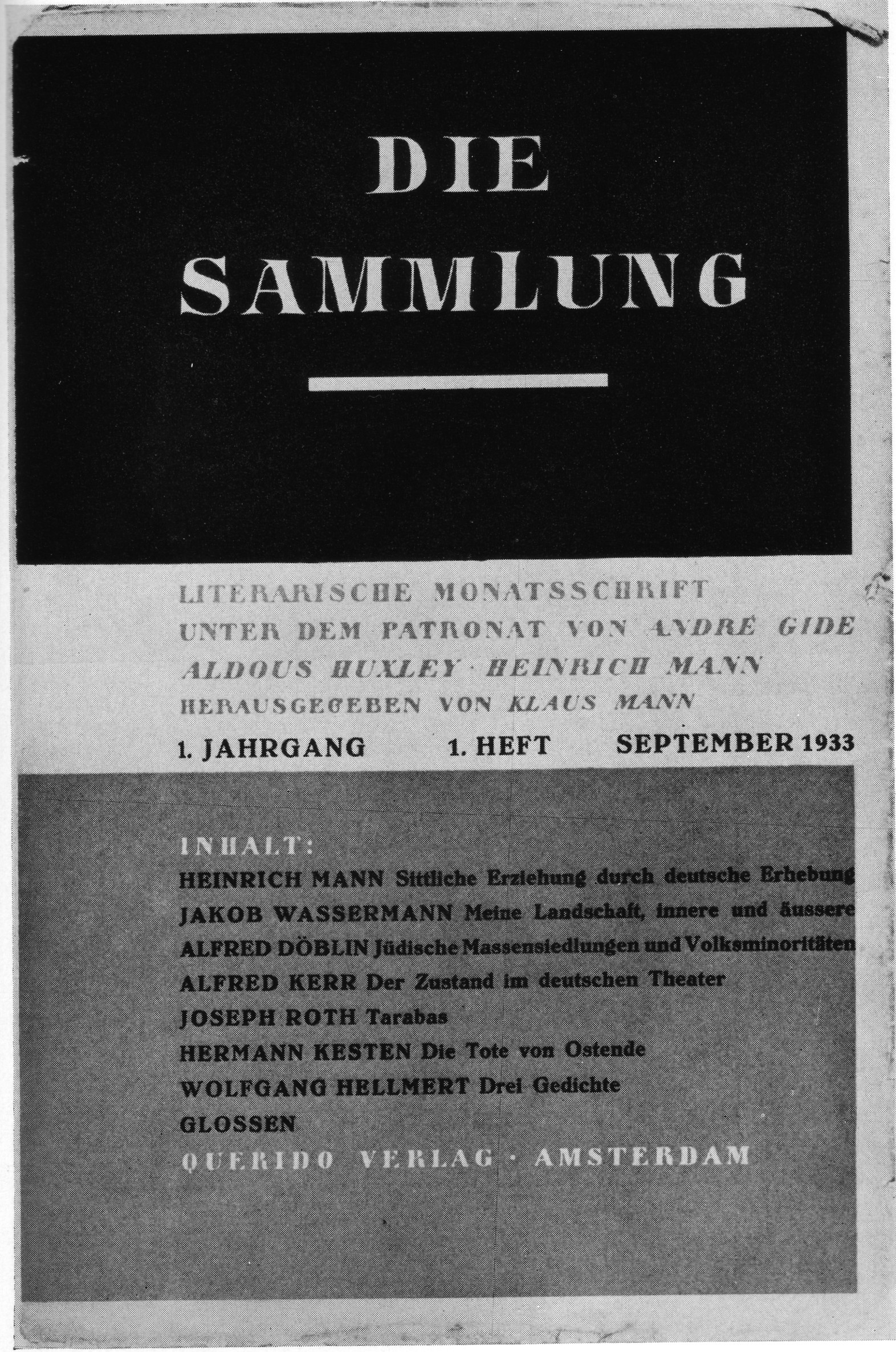
Rivista Die Sammlung, settembre 1933

Dopo l'ascesa al potere dei nazisti e la soppressione dei diritti civili costituzionali in Germania nei primi mesi del 1933, quasi tutti gli intellettuali e i politici democratici tedeschi, come pure quelli di origine ebraica, furono costretti a emigrare dalla Germania a causa delle persecuzioni e delle violenze, e in taluni casi delle minacce di morte, da parte dei nazionalsocialisti. Oppositori, ebrei e chi era andato in esilio si trovarono nell'impossibilità di far conoscere i propri scritti: era vietato di scrivere sui giornali tedeschi o di pubblicare testi in Germania, mentre le loro opere pubblicate precedentemente erano bandite o addirittura bruciate.
La casa editrice Querido Verlag fu fondata allo scopo di offrire agli autori di lingua tedesca perseguitati o emigrati l'opportunità di pubblicare le loro opere. Fu fondata ad Amsterdam il 14 luglio 1933 dall'editore olandese Emanuel Querido (1871-1943) — il quale nel 1915 aveva fondato una affermata casa editrice, la "Em. Querido's Uitgevers-MIJ N.V.", tuttora in attività — e da Fritz Landshoff (1901-1988), ex direttore editoriale della casa editrice tedesca "Gustav Kiepenheuer Verlag" di Berlino il cui catalogo nel 1933 era stato bandito dai nazisti per il 75%.
La "Querido Verlag" era una società per azioni, di cui Emanuel Querido e Fritz Landshoff possedevano ciascuno il 50% delle azioni. Emanuel Querido aveva messo a disposizione della nuova casa editrice la sede della "Em. Querido's Uitgevers-MIJ N.V." in Keizersgracht n. 333 di Amsterdam; Emanuel Querido si occupava inoltre della contabilità e delle vendite e si era offerto di garantire qualsiasi finanziamento aggiuntivo che potesse essere necessario. Fritz Landshoff e Alice van Nahuys erano responsabili della direzione letteraria. Dal momento che conosceva personalmente tutti gli autori della "Kiepenheuer Verlag" di Berlino, Fritz Landshoff era in grado di garantire programmi importanti per la nuova casa editrice. Si ricordano fra gli autori della Querido: Theodor W. Adorno, Vicki Baum, Bernard von Brentano, Alfred Döblin, Albert Einstein, Lion Feuchtwanger, Bruno Frank, Leonhard Frank, Anna Gmeyner, Oskar Maria Graf, Thomas Theodor Heine, Fritz Heymann, Max Horkheimer, Heinrich Eduard Jacob, Georg Kaiser, Hans Keilson, Kurt Kersten, Hermann Kesten, Irmgard Keun, Annette Kolb, Emil Ludwig, Erika Mann, Heinrich Mann, Klaus Mann, Thomas Mann, Valeriu Marcu, Ludwig Marcuse, Robert Neumann, Rudolf Olden, Erich Maria Remarque, Gustav Regler, Joseph Roth, Arthur Schnitzler, Leopold Schwarzschild, Anna Seghers, Wilhelm Speyer, Carl Sternheim, Ernst Toller, Jakob Wassermann, Alfred Wolfenstein, Arnold Zweig. Fra i periodici, si ricorda la rivista letteraria mensile "Die Sammlung" pubblicata dal settembre 1933 all'agosto 1935 con la direzione di Klaus Mann.
La "Querido Verlag" fu confiscata e distrutta subito dopo l'invasione tedesca dei Paesi Bassi nel maggio 1940; la Gestapo si preoccupò di confiscare la corrispondenza della casa editrice con gli autori con l'intento di ottenere informazioni sulle attività politiche di autori avversi al nazismo, o su piani di emigrazione da prevenire con arresti e deportazioni. Il 17 giugno 1940 la sede della casa editrice fu perquisita alla presenza di Emanuel Querido e del suo segretario; alcuni dipendenti erano riusciti a fuggire in tempo. Gran parte dell'archivio fu prelevato dalla Gestapo e trasportato a Berlino dove fu esaminato per ottenerne "Sonderfahndungsliste", elenchi di oppositori antinazisti; parte dei documenti, tuttavia, era stata posta in salvo dal personale della casa editrice antinazista "Allert de Lange Verlag" di Amsterdam. Nel 1943 i documenti relativi alla "Querido Verlag" in possesso dei nazisti furono portati a Schliersee, dove nel 1945 furono prelevati dall'Armata Rossa e nel 1957 consegnati ufficialmente alla DDR; nel maggio 1991 sono stati consegnati alla casa editrice  "Allert de Lange Verlag". Emanuel Querido cadde nelle mani dei tedeschi e fu assassinato, insieme alla moglie Jane Querido-Kozijn, il 23 luglio 1943 nel campo di sterminio di Sobibór; Fritz Landshoff, che nel 1940 si trovava a Londra, nel 1941 riuscì a raggiungere New York dove continuò l'attività di editore in società con Gottfried Bermann Fischer col quale creò la società L. B. Fischer Corp che nel 1945 fu trasferita ad Amsterdam dove riprese il nome "Querido Verlag" e rimase attiva fino al 1946. Prima del 1940 erano stati pubblicati circa 137 libri, altri 41 furono pubblicati dopo il 1945. L'ultimo libro pubblicato dalla "Querido Verlag" fu un'antologia intitolata "Klaus Mann zum Gedächtnis" contenente scritti in lingua tedesca di autori come Thomas Mann, Gottfried Benn, Giuseppe Antonio Borgese, Lion Feuchtwanger, William L. Shirer, Upton Sinclair e molti altri.